# Comuna Mehadia, Caraș-Severin
Mehadia este o comună în județul Caraș-Severin, Banat, România, formată din satele Globurău, Mehadia (reședința), Plugova și Valea Bolvașnița.

## Etimologie
Denumirea comunei vine de la expresia latină Ad Mediam care înseamnă „la jumătate”.

## Istorie
Mehadia a fost centrul politic și administrativ al unui district românesc până în veacul al XVI-lea.

## Vestigii arheologice
- Castrul Praetorium. Castrul și așezarea civilă se află la 80 km de Caransebeș si 29 km de Orșova. Castrul este așezat la circa 3 km nord de comuna Mehadia si la circa 2 km sud de satul Plugova, pe partea stânga a drumului european E 70. Ruinele lui se află amplasate într-o luncă plană, la sud de râul Bolvașnița si la est de râul Belareca. Conturul castrului se distinge și azi bine pe teren. El are forma unui patrulater ale cărui laturi sunt marcate de un val înalt, care atinge în unele locuri înălțimea de 3–4 m.

## Demografie
Componența etnică a comunei Mehadia
     Români (88,75%)
     Alte etnii (0,43%)
     Necunoscută (10,82%)
Componența confesională a comunei Mehadia
     Ortodocși (87,27%)
     Alte religii (1,57%)
     Necunoscută (11,16%)
Conform recensământului efectuat în 2021, populația comunei Mehadia se ridică la 3.512 locuitori, în scădere față de recensământul anterior din 2011, când fuseseră înregistrați 4.128 de locuitori. Majoritatea locuitorilor sunt români (88,75%), iar pentru 10,82% nu se cunoaște apartenența etnică. Din punct de vedere confesional, majoritatea locuitorilor sunt ortodocși (87,27%), iar pentru 11,16% nu se cunoaște apartenența confesională.

## Politică și administrație
Comuna Mehadia este administrată de un primar și un consiliu local compus din 13 consilieri. Primarul, Grigore-Petru Bardac[*], de la Partidul Social Democrat, este în funcție din octombrie 2020. Începând cu alegerile locale din 2024, consiliul local are următoarea componență pe partide politice:
|  | Partid                          | Consilieri | Componența Consiliului | Componența Consiliului | Componența Consiliului | Componența Consiliului | Componența Consiliului | Componența Consiliului | Componența Consiliului | Componența Consiliului |
|  | ------------------------------- | ---------- | ---------------------- | ---------------------- | ---------------------- | ---------------------- | ---------------------- | ---------------------- | ---------------------- | ---------------------- |
|  | Partidul Social Democrat        | 8          |                        |                        |                        |                        |                        |                        |                        |                        |
|  | Partidul Național Liberal       | 3          |                        |                        |                        |                        |                        |                        |                        |                        |
|  | Uniunea Salvați România         | 1          |                        |                        |                        |                        |                        |                        |                        |                        |
|  | Alianța pentru Unirea Românilor | 1          |                        |                        |                        |                        |                        |                        |                        |                        |

## Personalități născute aici
- Nicolae Cena (1844 - 1922), general;
- Gheorghe Domășnean (1868 - 1940), general, primar al orașului Timișoara;
- Nicolae Kovács (1911 - 1977), fotbalist;
- Maria Golopența-Alexandru (1939 - 2024), jucătoare de tenis de masă;
- Ion Tabugan (n. 1960), politician.

## Imagini

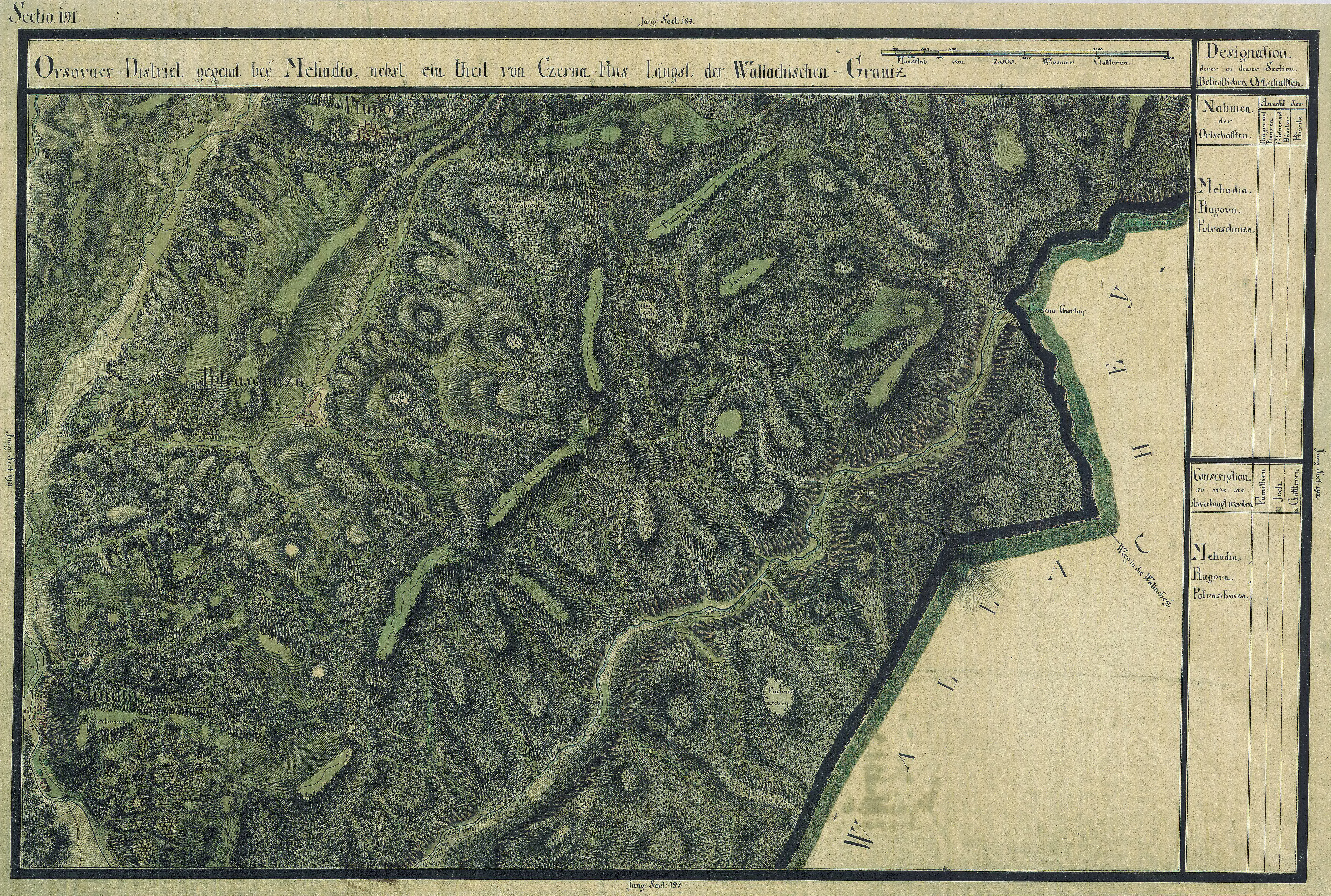
Mehadia în Harta Iosefină a Banatului, 1769-72
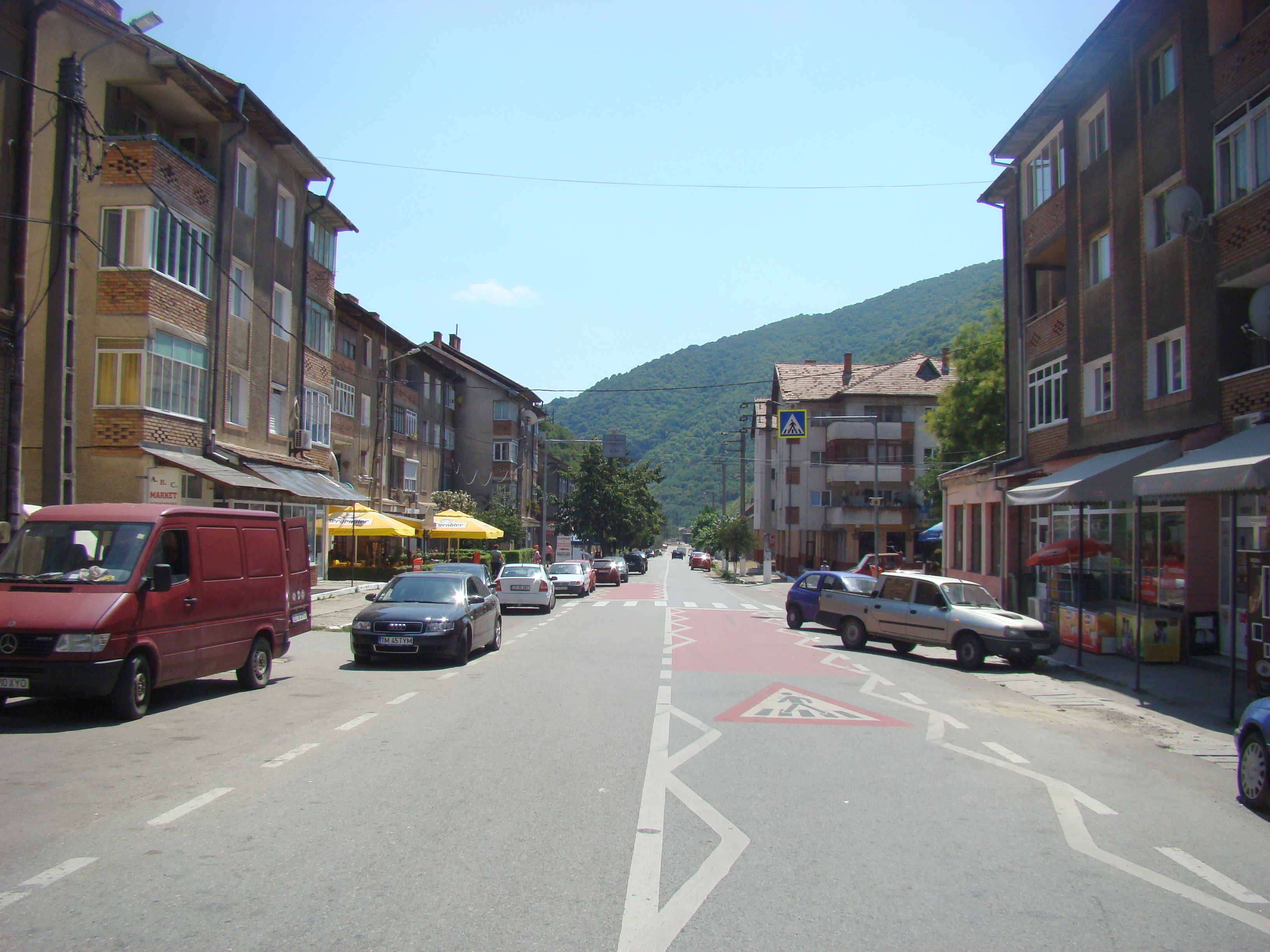
Mehadia
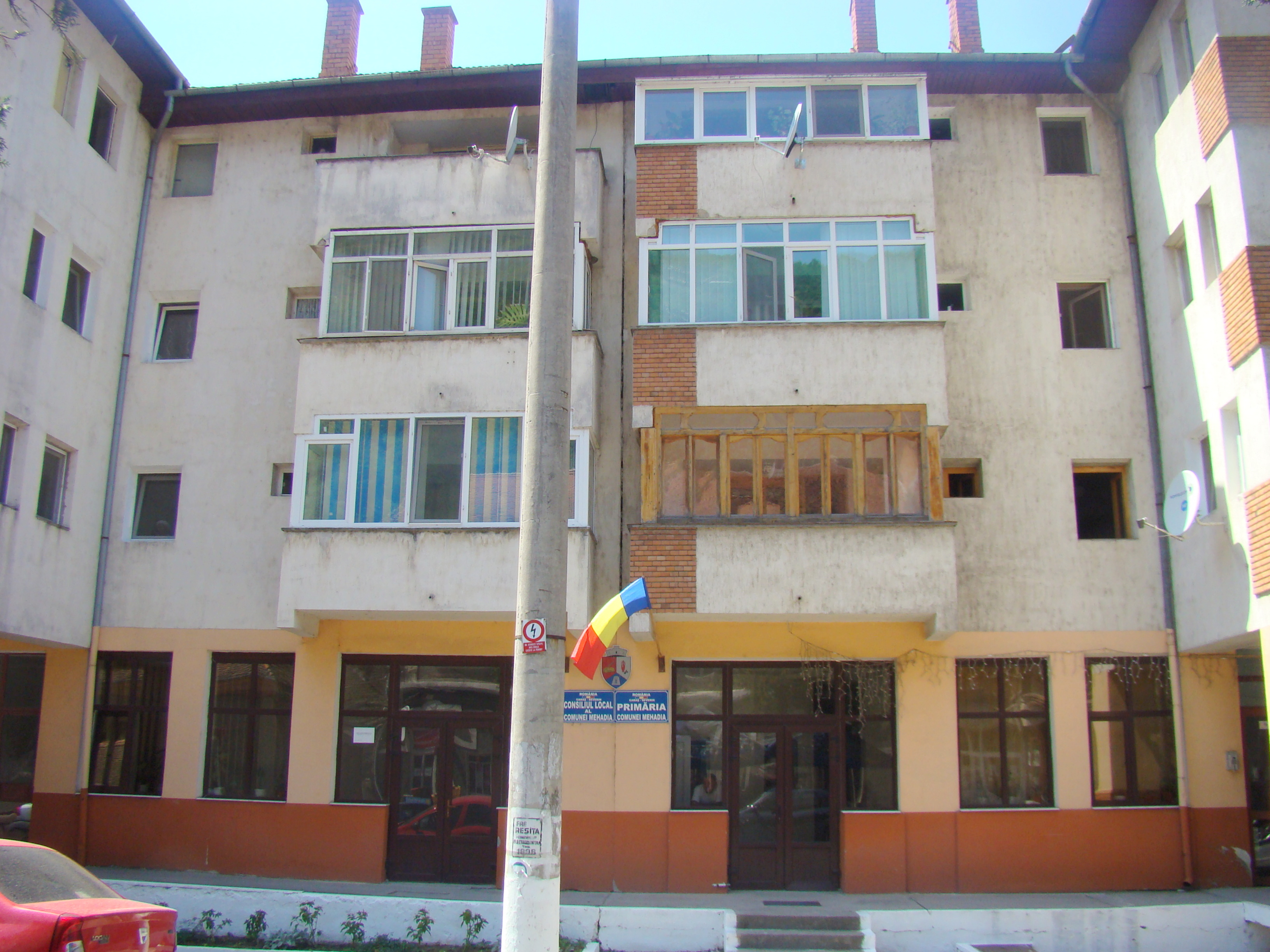
Primăria
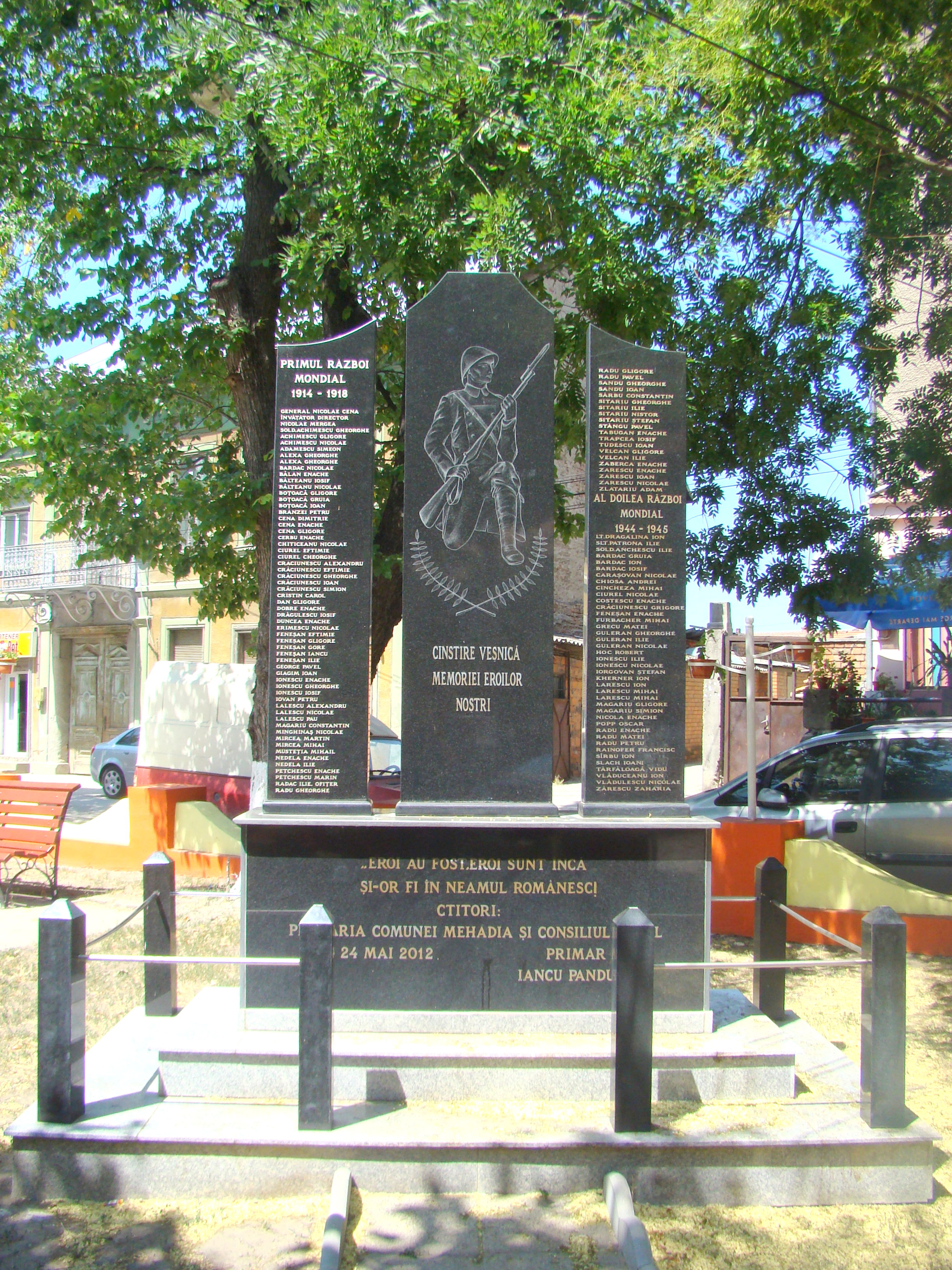
Monumentul eroilor
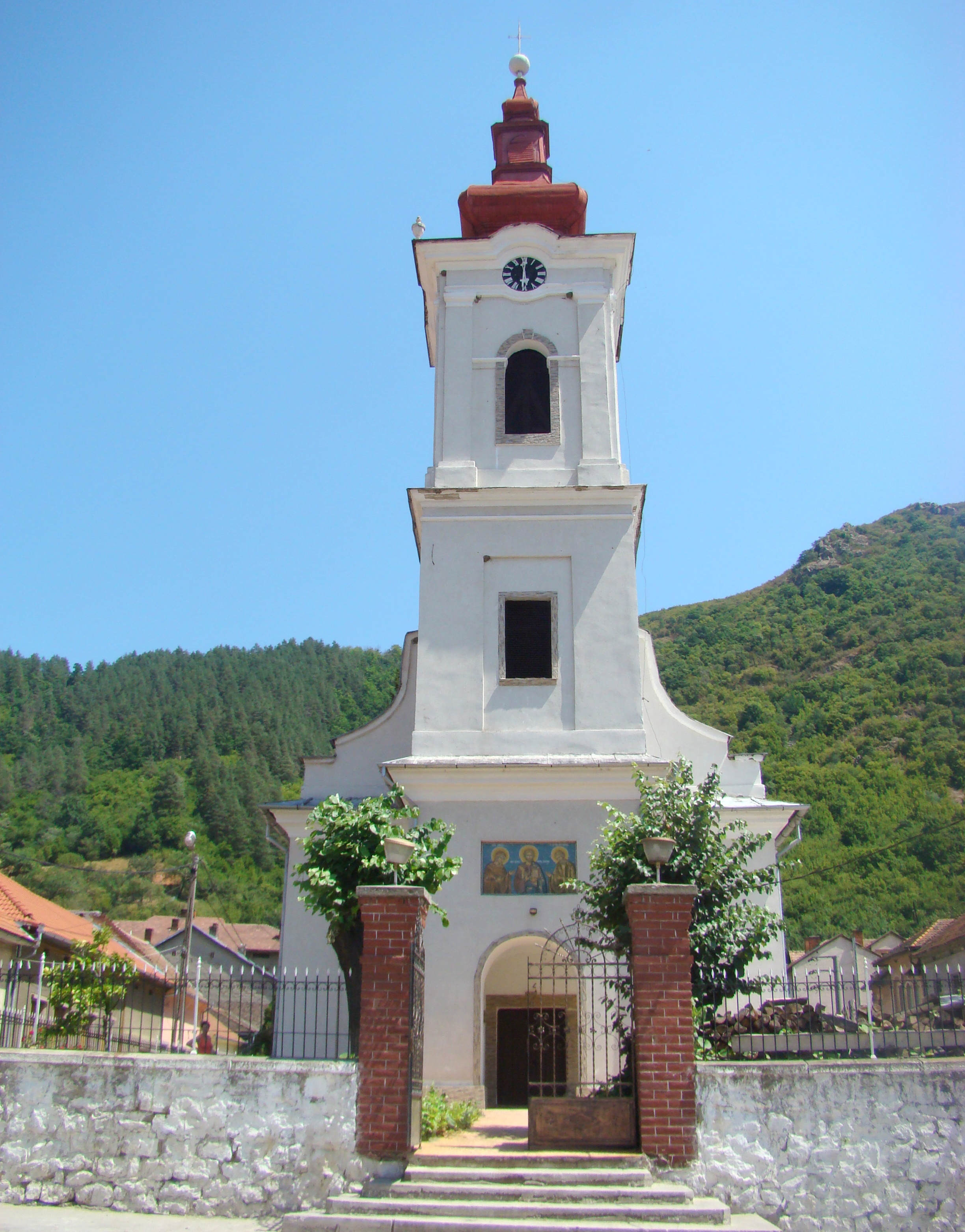
Biserica ortodoxă
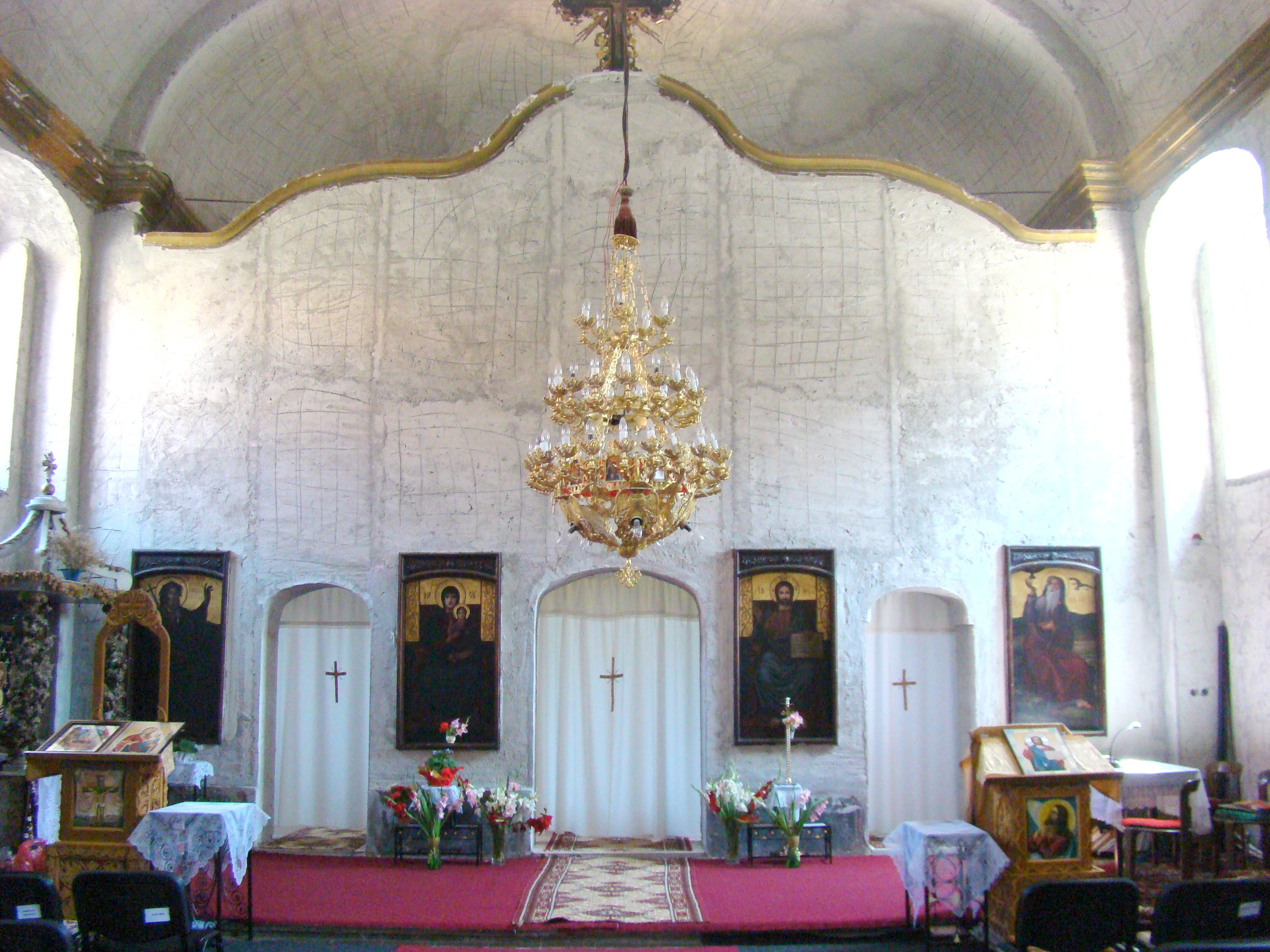
Biserica ortodoxă (interior)
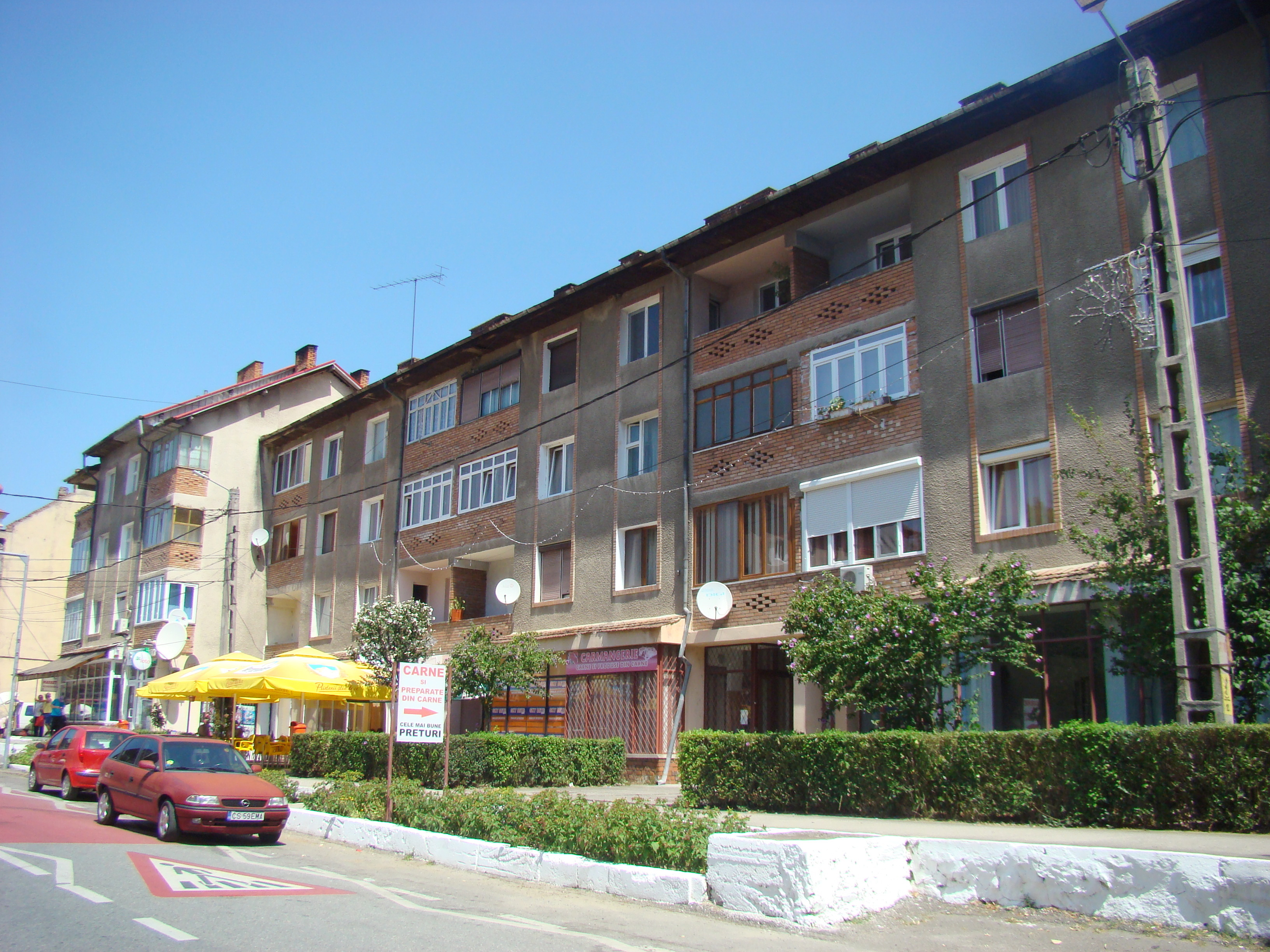
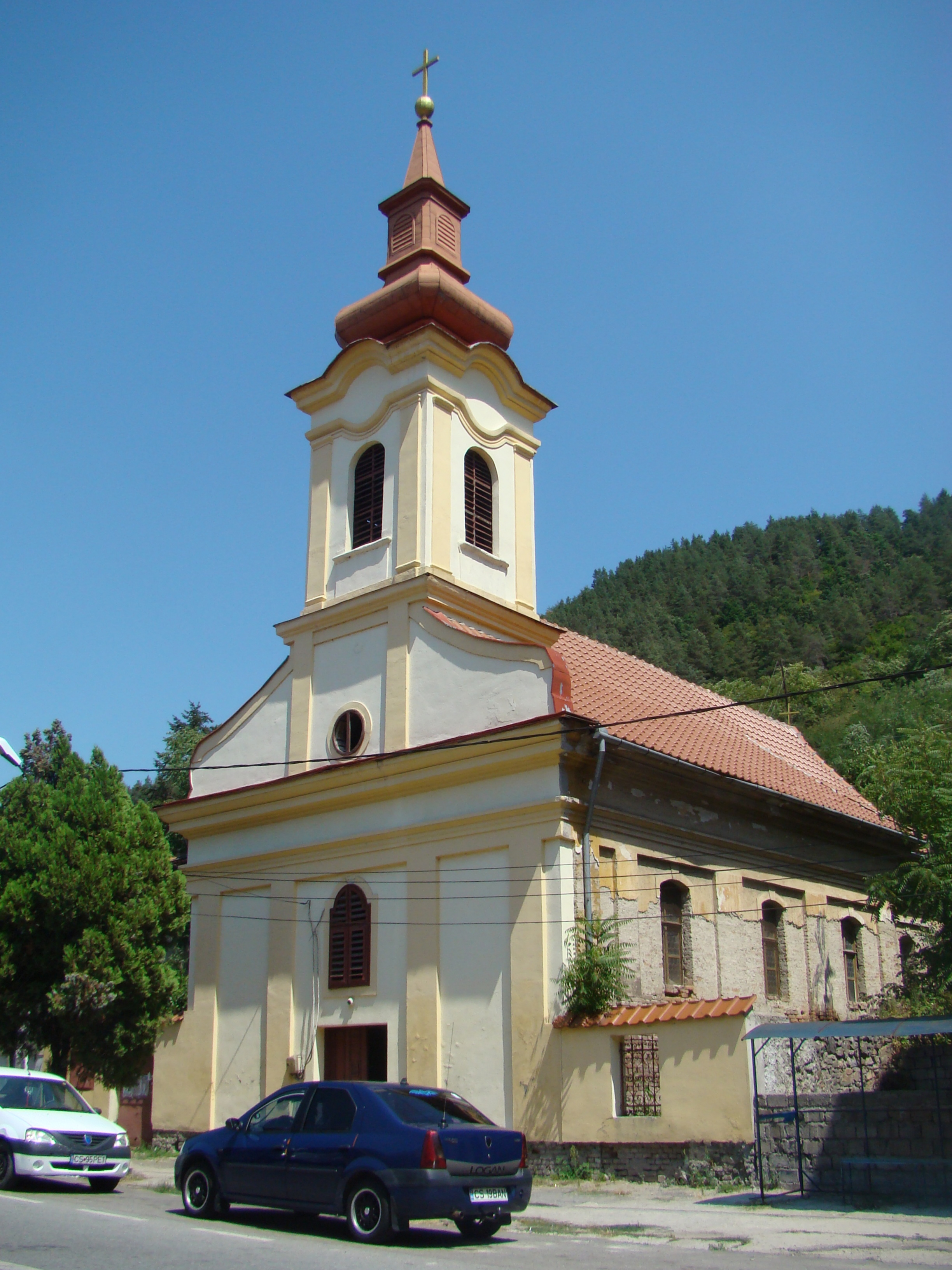
Biserica romano-catolică
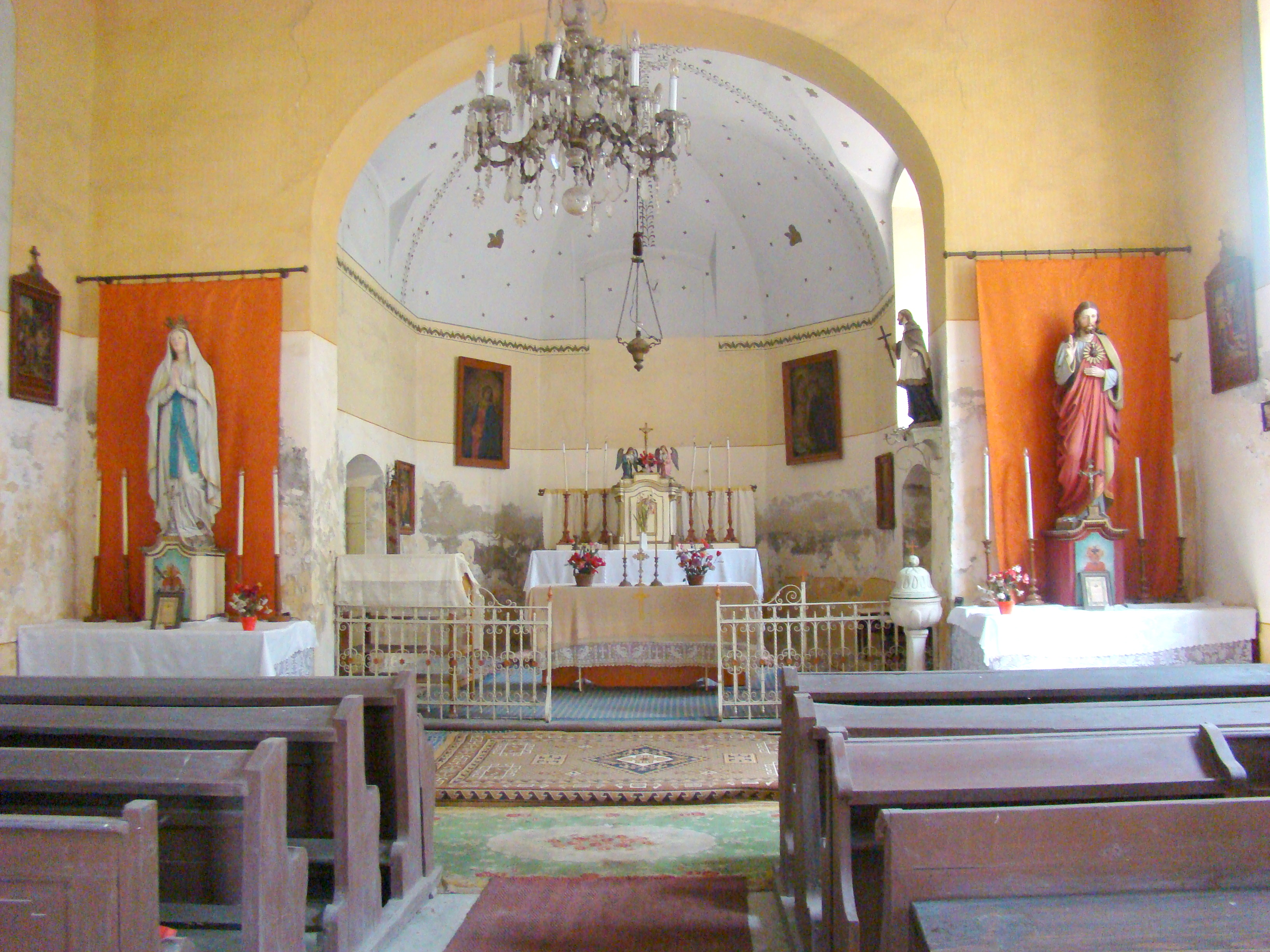
Biserica romano-catolică (interior)
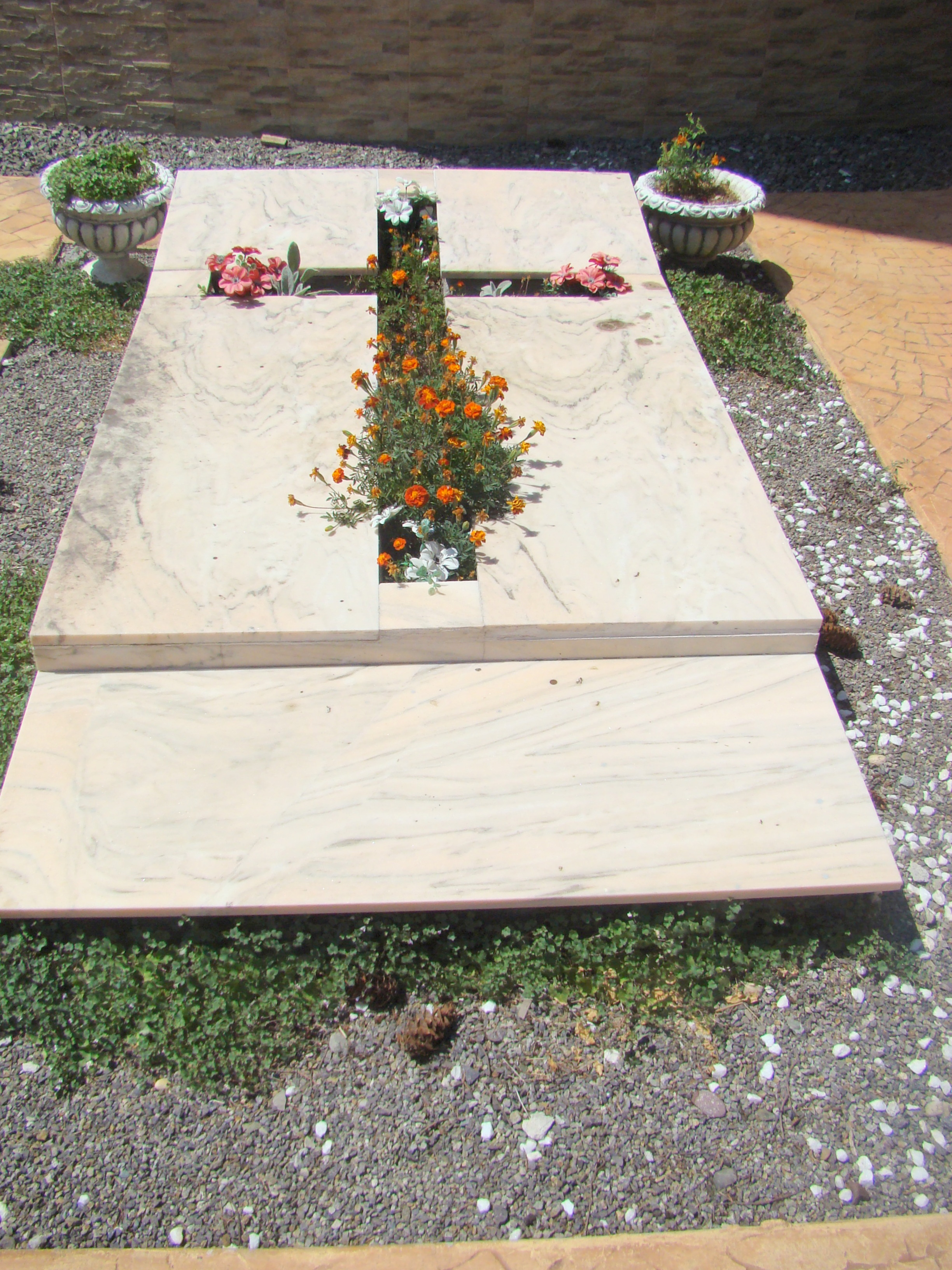
Piatra de mormânt a cronicarului Nicolae Stoica de Hațeg (monument istoric)
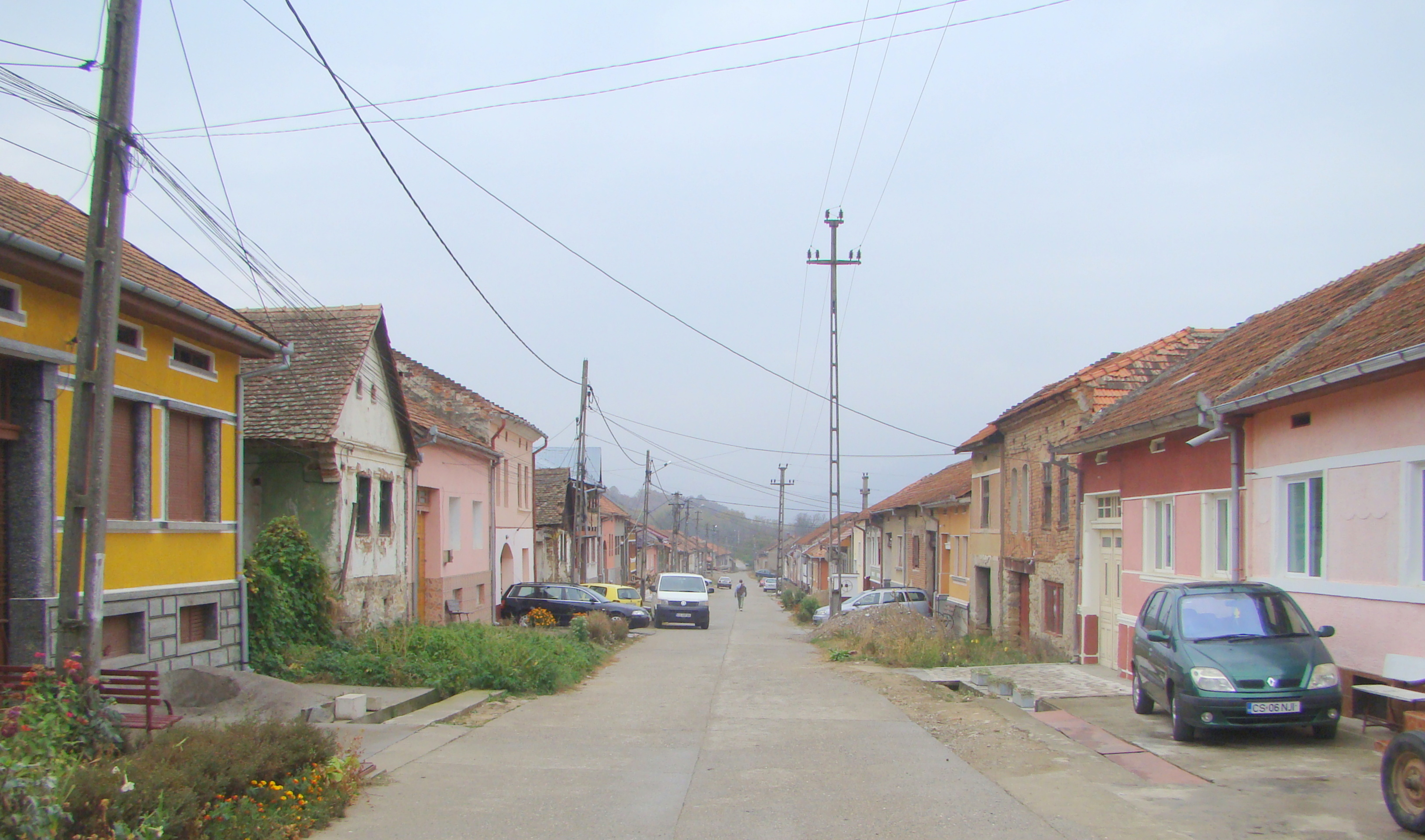
Plugova
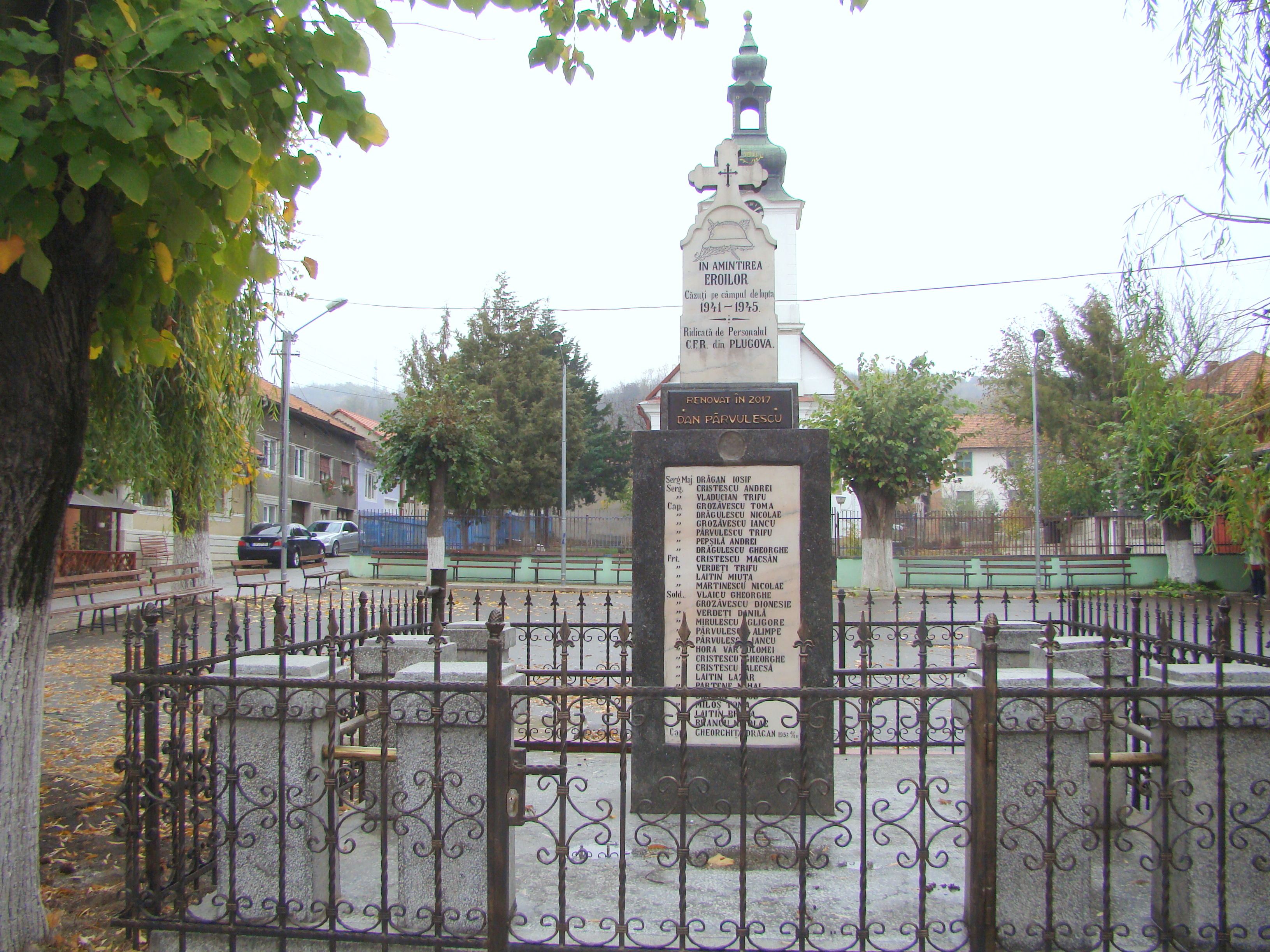
Monumentul eroilor
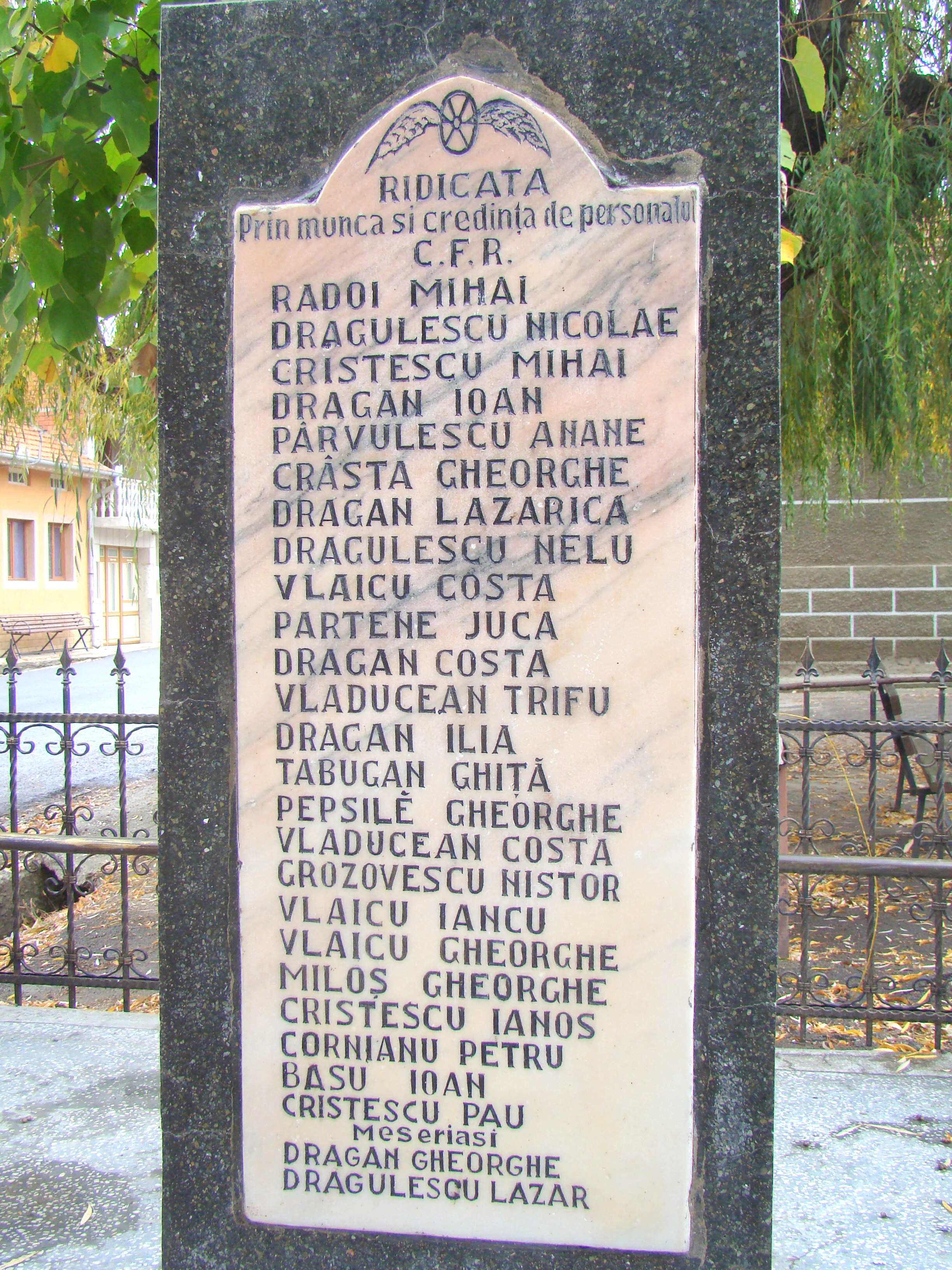
Monumentul eroilor (detaliu)
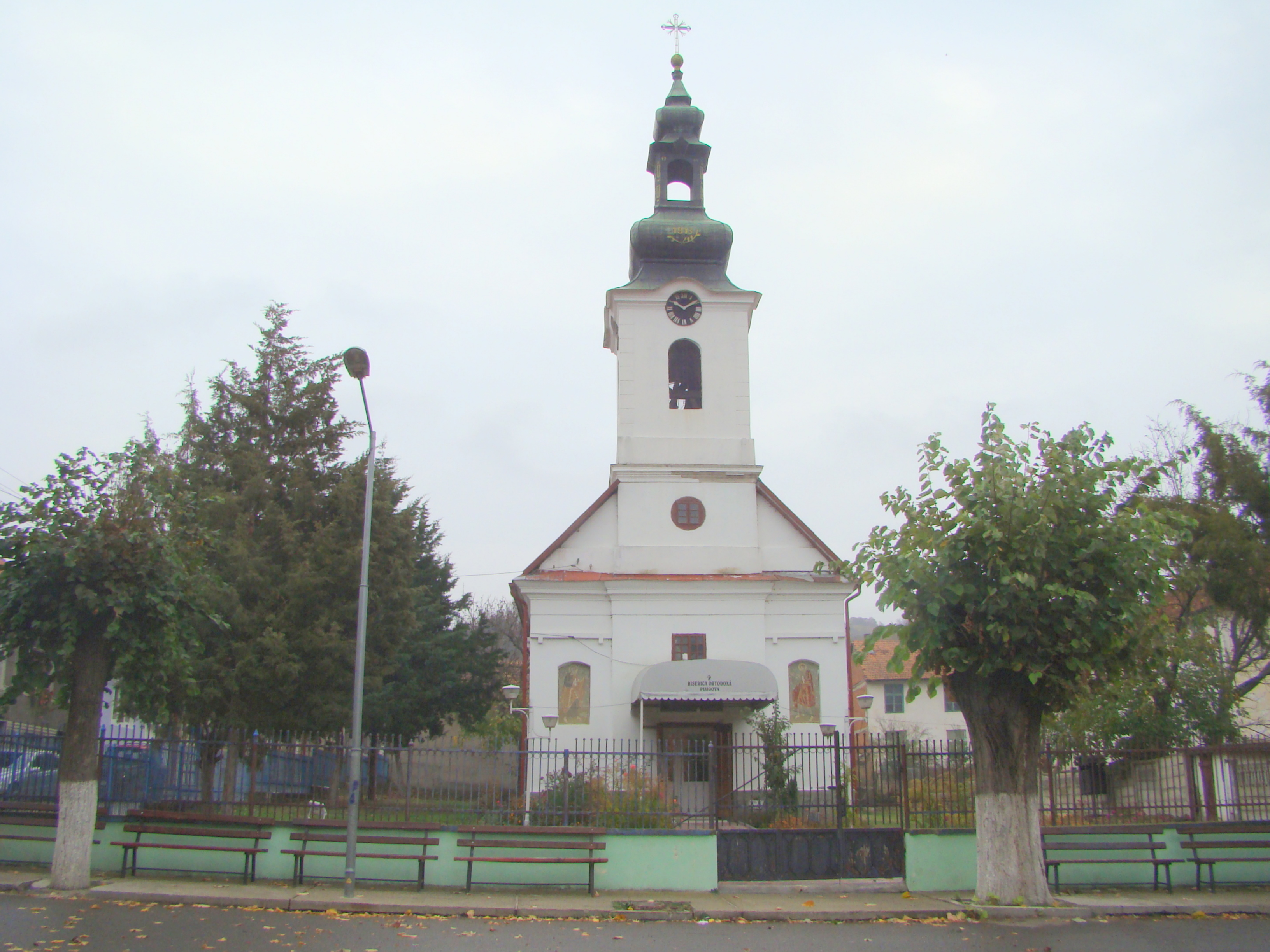
Biserica ortodoxă
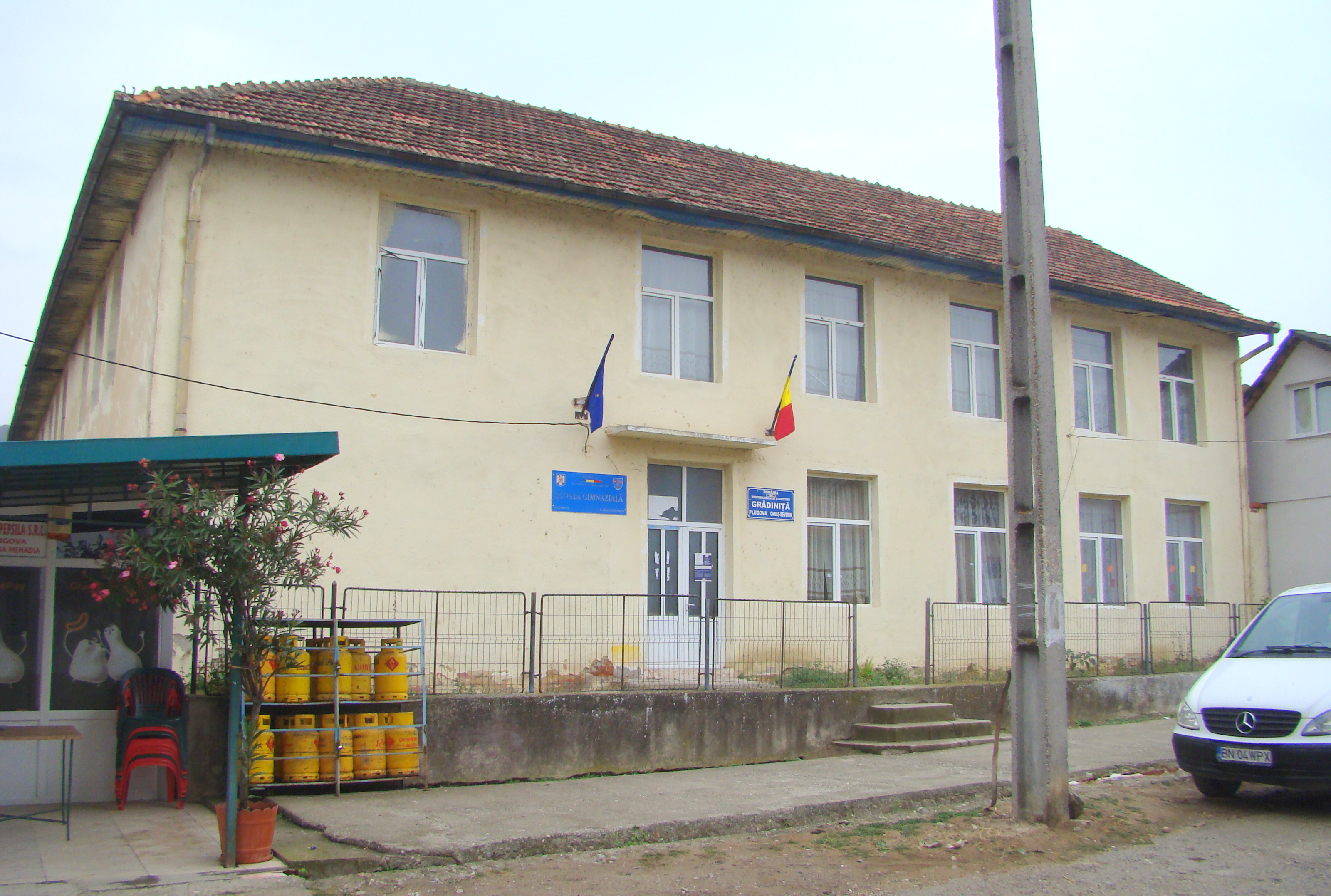
Școala
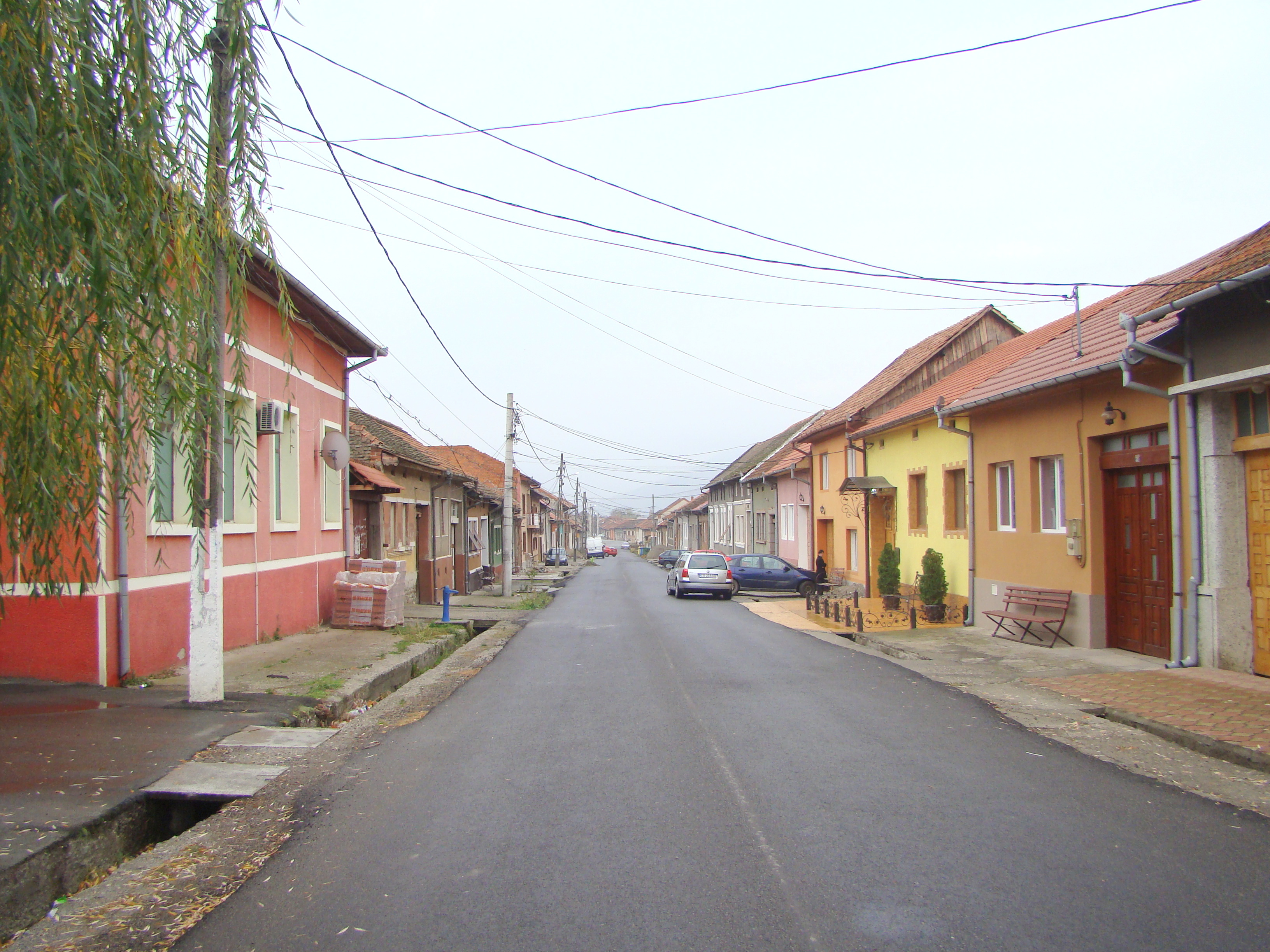
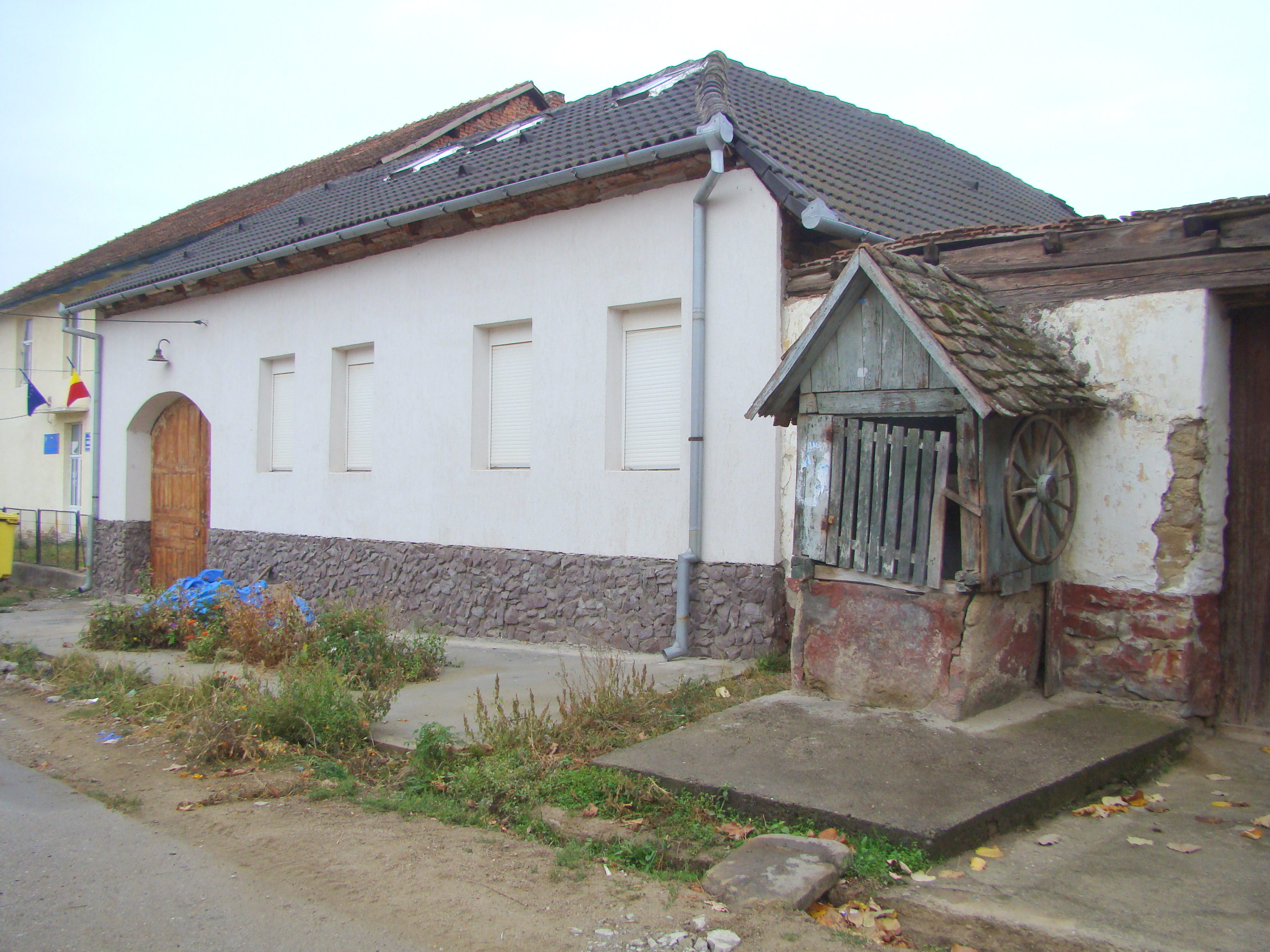
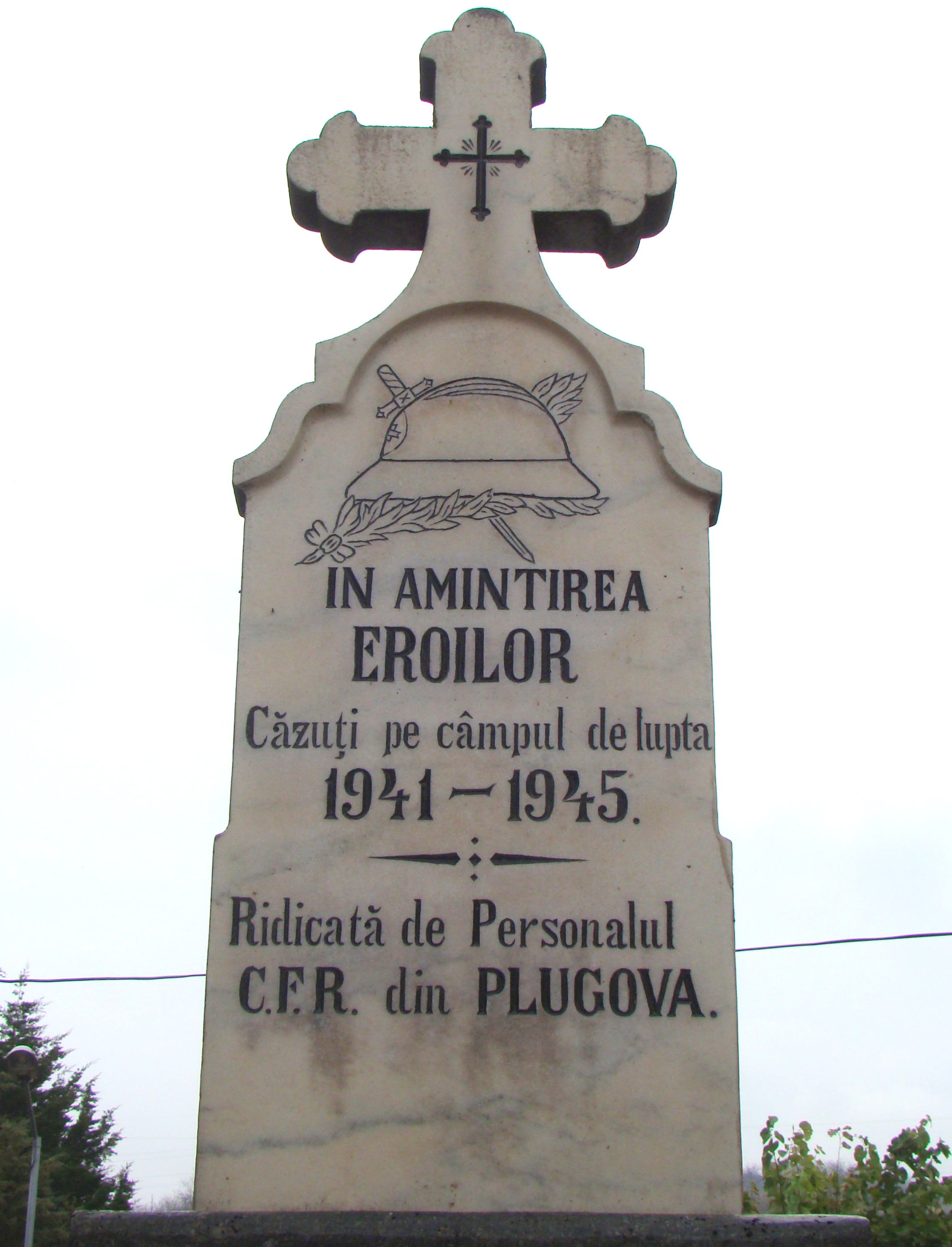
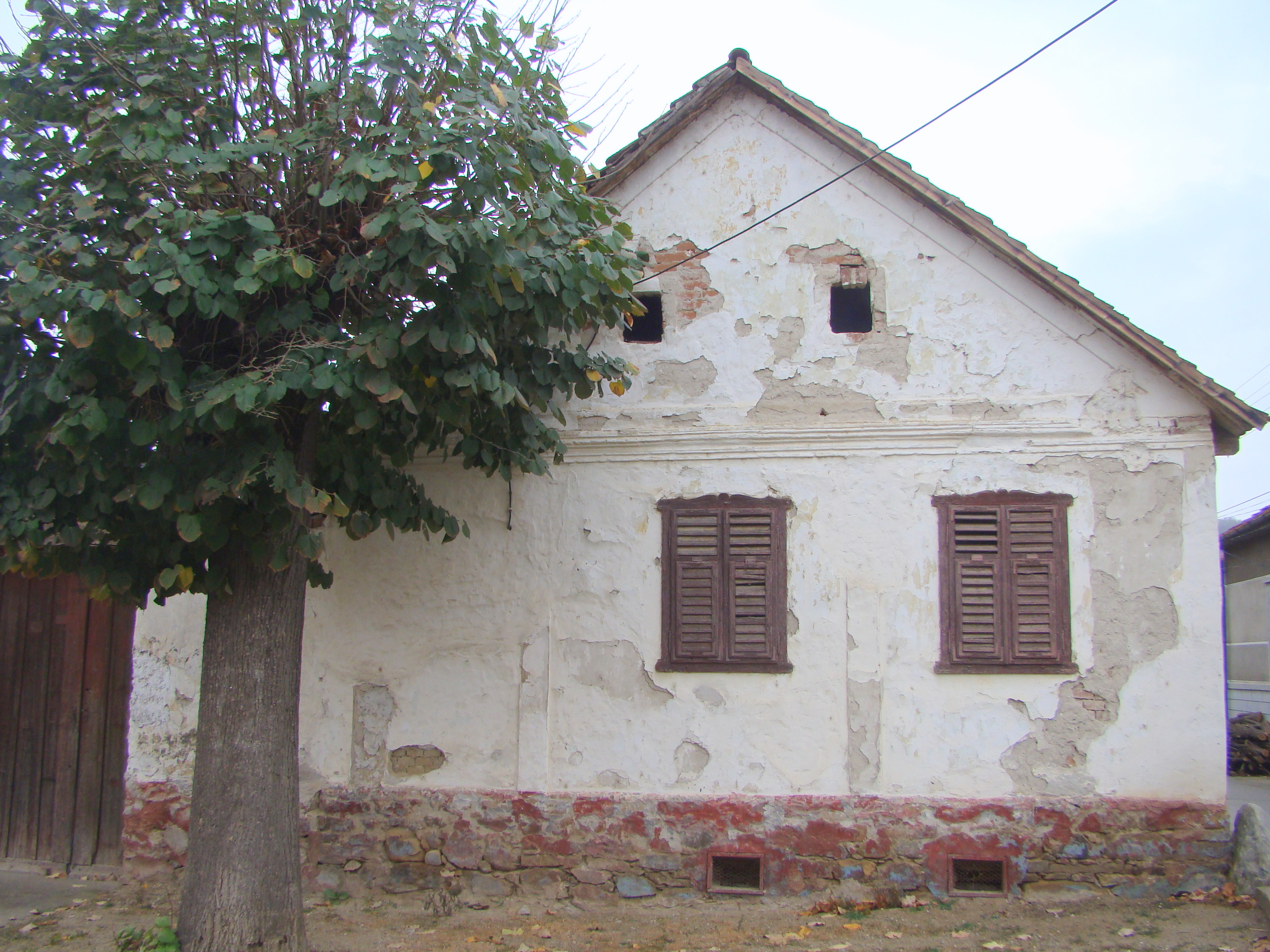
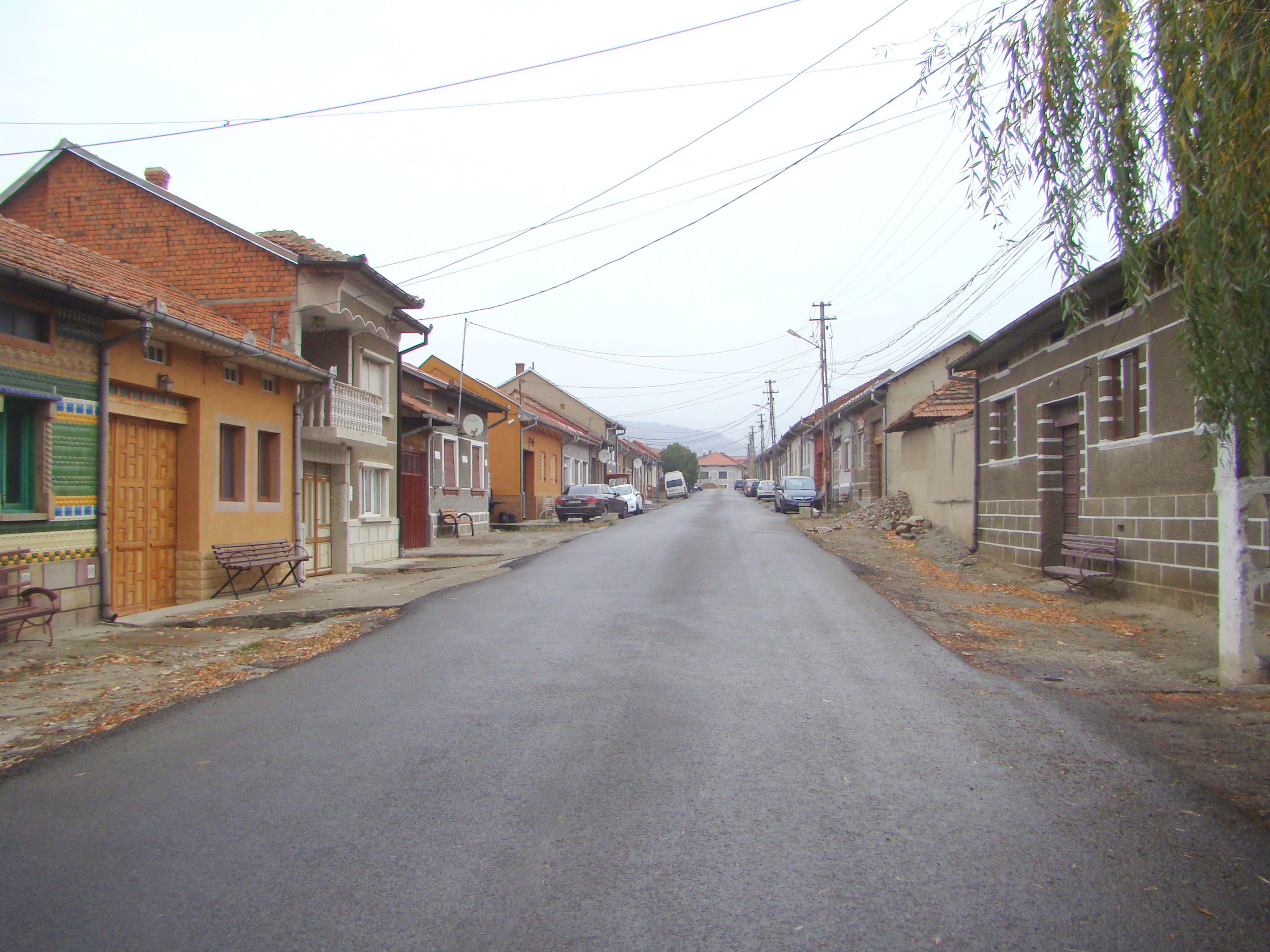